# 花冠酒
花冠酒是山东巨野出产的一种白酒，源于1958年当地成立的巨野县糖酒厂，后数度易名。1981年注册花冠商标，产品由此被称为“花冠酒”。花冠酒乃以大米、糯米、小麦、玉米、豌豆为原料，谷物制成的高温大曲为糖化发酵剂，依双轮底、留醅、清蒸混烧、低温续渣、缓气蒸馏、分段摘酒等“老五甑”传统工艺酿成的浓香型白酒。除白酒外，尚有辖下的澳大利亚酒庄所产的葡萄酒。